# M50 motorway
Der M50 motorway (englisch für ‚Autobahn M50‘) ist eine Autobahn in West-England in den Grafschaften Worcestershire, Gloucestershire und Herefordshire.
Diese Autobahn wurde sehr früh gebaut und nach der M6 (bei Preston) und M1 (mit ihrer Zubringern) war sie erst die dritte eröffnete Autobahn im Vereinigten Königreich. Der Abschnitt zwischen Tewkesbury und Ross-on-Wye wurde 1960, zwei Jahre nach dem Bauanfang dem Verkehr freigegeben und 1962 eröffnete man den Teilstück zum Knoten mit der M5, deren ersten Teilstück nach Birmingham erst damals fertiggestellt wurde. Der Grund, diese Autobahn so früh, noch vor den Haupttrassen zu bauen, liegt wohl in der strategischen Bedeutung als Teil der Trasse zwischen Birmingham und Südwales, die damals als wichtig angesehen wurde.
Die M50 ist heute eine der wenigen Autobahnen noch weit in ursprünglichen Zustand, abgesehen von den modernen Schutzplanken und umgebauten Knoten mit der M5. Sie bleibt auch heute noch vierspurig und der Standstreifen ist für heutige Standards zu eng und hört bei jeder Brücke oder Überführung auf. Auf der Queenhill Bridge über den Severn ist sogar nur eine Fahrspur pro Richtung in voller Breite ausgebaut. Aber auch die Anschlussstellen wurden nicht instand gesetzt, wie z. B. die Anschlussstelle 3 bei Gorsley, wo die Aus- und Einfahrtbereichen nur aus rechteckigen und nicht getrennten Spuren besteht, die nur wenige Meter hinter der Autobahn auf einer Lokalstraße enden.